# 徐哲
徐哲（ソ・チョル、朝鮮語: 서철、1907年 - 1992年9月30日）は、朝鮮民主主義人民共和国（北朝鮮）の軍人、政治家。朝鮮人民軍大将。

## 経歴
1907年に中国東北部（旧満州）、または咸鏡北道穏城生まれ。ハルビン医科大学卒。1933年に金日成らの抗日運動に参加する。1940年、ソ連領に移動。1945年8月に日本の敗戦により朝鮮が解放され帰国する。
1946年、保安幹部訓練所第1所文化副所長。後に保安幹部訓練所が歩兵師団に改編されると、第1師団文化副師団長。
1953年に駐中国大使、1955年に駐北ベトナム大使となる。1958年に朝鮮人民軍総政治局長、朝鮮人民軍中将になる。1961年に祖国平和統一委員会中央委員、同年朝鮮労働党の党中央委員、党書記になる。1967年、最高人民会議外交委員長。1969年、党政治委員。1970年に最高人民会議常任委員会副委員長になる。1972年に最高人民会議常設会議議員になる。1973年、党検閲委員会委員長。1977年に朝鮮人民軍総政治局長、朝鮮人民軍大将になる。1980年、党政治局員。
1992年、死去。葬儀は国葬とされた。